# Бодил Свендсен
Бодил Свендсен (девојачко Тирстед) (дан. Bodil Margrethe Svendsen (Thirstedt); Копенхаген, 4. новембар 1916) бивша је данска кајакашица, репрезентативка Данске крајем 1930-их до почетка 1950-их година. Учесник је Олимпијских игара 1952. у Хелсинкију, светска првакиња, добитница многих регата националног и међународног значаја.

## Биографија
Активно се почела бавити од најранијег узраста, обучавана у Торнбију, у локалном кајакашком клубу „Каструп”.
Први велики успех на вишем међународном нивоу остварила је у сезони 1938. године, када је позвана у данску репрезентацију за учешће на 1. Светском првенству  у Ваксхолму (Шведска) где је освојила две бронзане медаље. Учествовала је са девојачким презименом Тирстед, а такмичила се у кајаку једноседу (К-1) на 600 метара (на следећим првенствома дистаца је смањена на 500 м). Другу бронзану медаљу  освојила је у кајаку двоседу (К-2) |на 600 метара. Патртнерка јој је била Рут Ланге.
Због избијања Другог светског рата била је приморана да прекине каријеру.
После рата, Свендсен, се вратила у  главни део данске веслачке репрезентације и наставила да учествују у великим међународним регатама. Тако је 1948. године, учествовала је на 2. Светском првенству у Лондону у тандему са новом партнерком Карен Хоф освојила златну медаљу у дисциплини кајак двосед К-2 на 500 метара.
Захваљујући низу успешних резултата  позвана је у репрезентацју за учешће на Олимпијским играма 1952. у Хелсинкију. Такмичила се у кајаку једноседу К-1 на 500 метара У квалификацијама била је друга у својој групи и квалификовала се за финале. У финалу завршва на 5. месту са заостаким од победнице из Финске Силви Сајмо више од четири секунде.. Убрзо након завршетка такмичења одлучила је да заврши професионалну каријеру.
Бодил Тирстед се удала за данског кајакашког олимпијца Аксела Свендсена и узела његово презиме.